# Obserwatorium Palomar

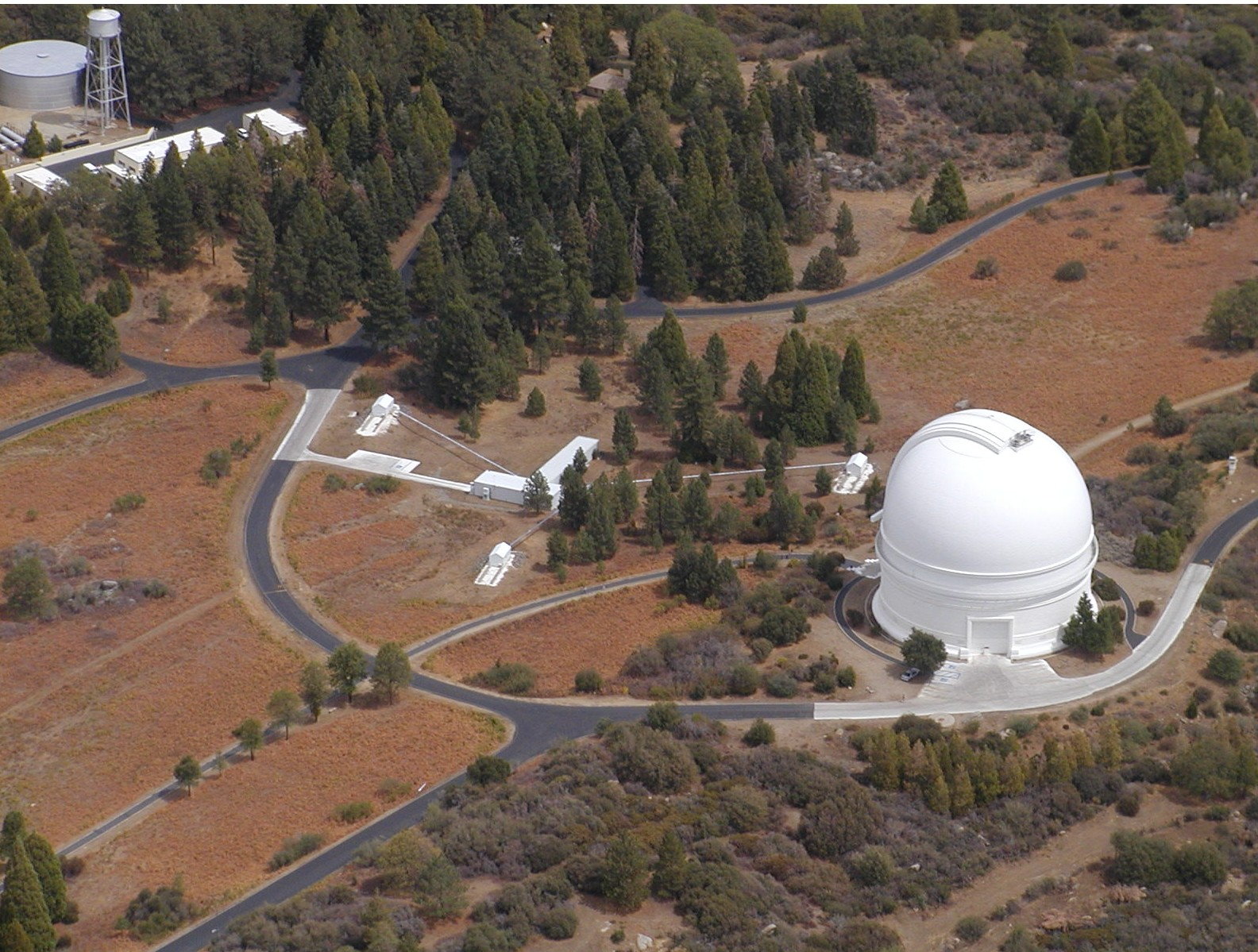
Widok obserwatorium z lotu ptaka

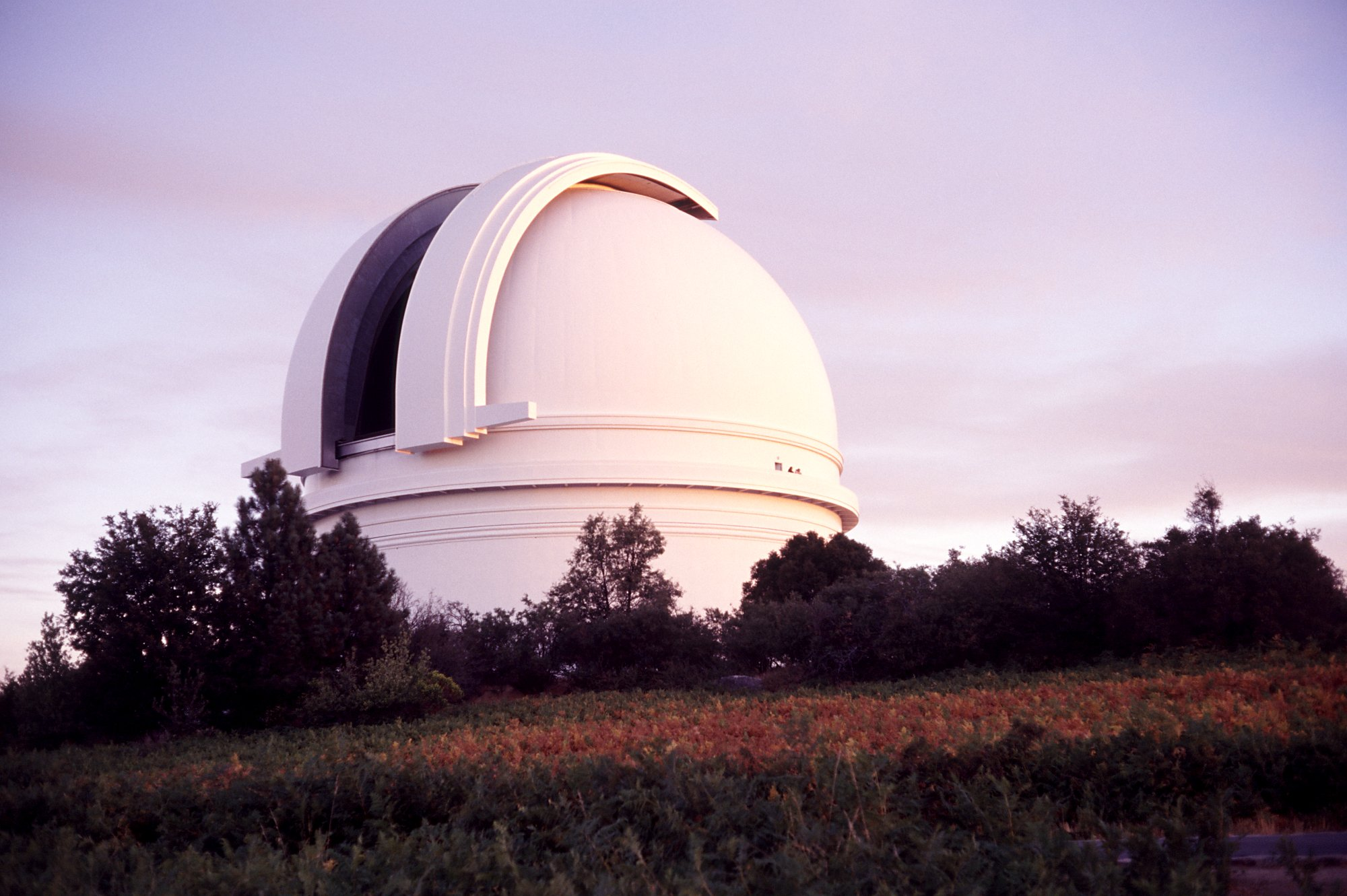
Otwarta kopuła obserwatorium Palomar

Obserwatorium Palomar (ang. Palomar Observatory) – prywatne obserwatorium astronomiczne znajdujące się na górze Palomar na wysokości 1700 m n.p.m. w Hrabstwie San Diego w Kalifornii, 140 km na południowy wschód od Mount Wilson Observatory. Obserwatorium Palomar jest zarządzane przez California Institute of Technology (Caltech). Badania w obserwatorium są prowadzone przez Caltech i jej partnerów naukowych Jet Propulsion Laboratory i Cornell University.

## Instrumenty naukowe
Obserwatorium składa się obecnie z trzech dużych teleskopów: 
- teleskopu Hale’a o średnicy 5,1 m,
- teleskopu Samuela Oschina o średnicy 1,2 m,
- teleskopu zwierciadlanego o średnicy 1,5 m.

Ponadto w obserwatorium znajduje się testowy interferometr oraz inne instrumenty. Pierwszy teleskop obserwatorium Palomar – teleskop Schmidta wykonany w 1936 roku – nie jest już wykorzystywany.

## Historia
Historia obserwatorium Palomar zaczyna się w 1928 roku, kiedy to George Hale otrzymał grant w wysokości 6 milionów dolarów na budowę nowego obserwatorium oraz 200-calowego teleskopu. Jako projekt teleskopu zaproponowano projekt estońskiego optyka Bernharda Schmidta pochodzący z 1929 roku. Teleskop ten, zwany też kamerą Schmidta, miał wykorzystywać sferyczne zwierciadło oraz korektor umożliwiający otrzymywanie jasnych obrazów. Pierwszy teleskop tej konstrukcji został uruchomiony właśnie w obserwatorium Palomar w 1936 roku.
Lokalizacja obserwatorium na górze Palomar została wybrana przez George’a Hale’a po długich badaniach dopiero w 1934 roku. Problem odlania lustra o średnicy 200 cali (5,1 m) został rozwiązany dopiero w 1936 roku poprzez wybór pyrexu jako substratu. Szlifowanie powierzchni zwierciadła trwało 11 lat. W 1938 rozpoczęto równoległe budowę teleskopu o średnicy 48 cali (1,2 m). Wybuch II wojny światowej wstrzymał prace. Kolejne dwa lata po zakończeniu wojny trwa końcowe szlifowanie oraz regulacja teleskopów. W sierpniu 1948 roku w obserwatorium zaczynają się obserwacje prowadzone teleskopem 48-calowym. Pierwsze obserwacje wykonane 200-calowym teleskopem Schmidta, który 3 czerwca 1948 roku został zadedykowany George’owi Hale’owi, miały miejsce w styczniu 1949 roku.

## Dyrektorzy obserwatorium
- 1948–1964 – Ira Sprague Bowen
- 1964–1978 – Horace Babcock
- 1978–1980 – Maarten Schmidt
- 1980–1994 – Gerald Neugebauer
- 1994–1997 – James Westphal
- 1997–2000 – Wallace Leslie William Sargent
- 2000–2006 – Richard Ellis
- od 2006 – Shrinivas Kulkarni